# Krzeszów (Kamienna Góra)
Krzeszów (deutsch Grüssau) ist ein Ortsteil der Landgemeinde Kamienna Góra (Landeshut) im Powiat Kamiennogórski der Woiwodschaft Niederschlesien in Polen. Zwei Kilometer westlich liegt die Ortslage Betlejem.

## Geographie
Krzeszów liegt sechs Kilometer südöstlich von Kamienna Góra in einem Gebirgstal am Bach Zadrna (Zieder). Nachbarorte sind Czarny Bór und Grzędy im Nordosten, Unisław Śląski im Osten, Gorzeszów und Krzeszówek im Südosten, Jawiszów (Kleinhennersdorf) und Chełmsko Śląskie im Süden, Ulanowice und Lubawka im Südwesten und Przedwojów (Reichhennersdorf) im Nordwesten.

## Geschichte

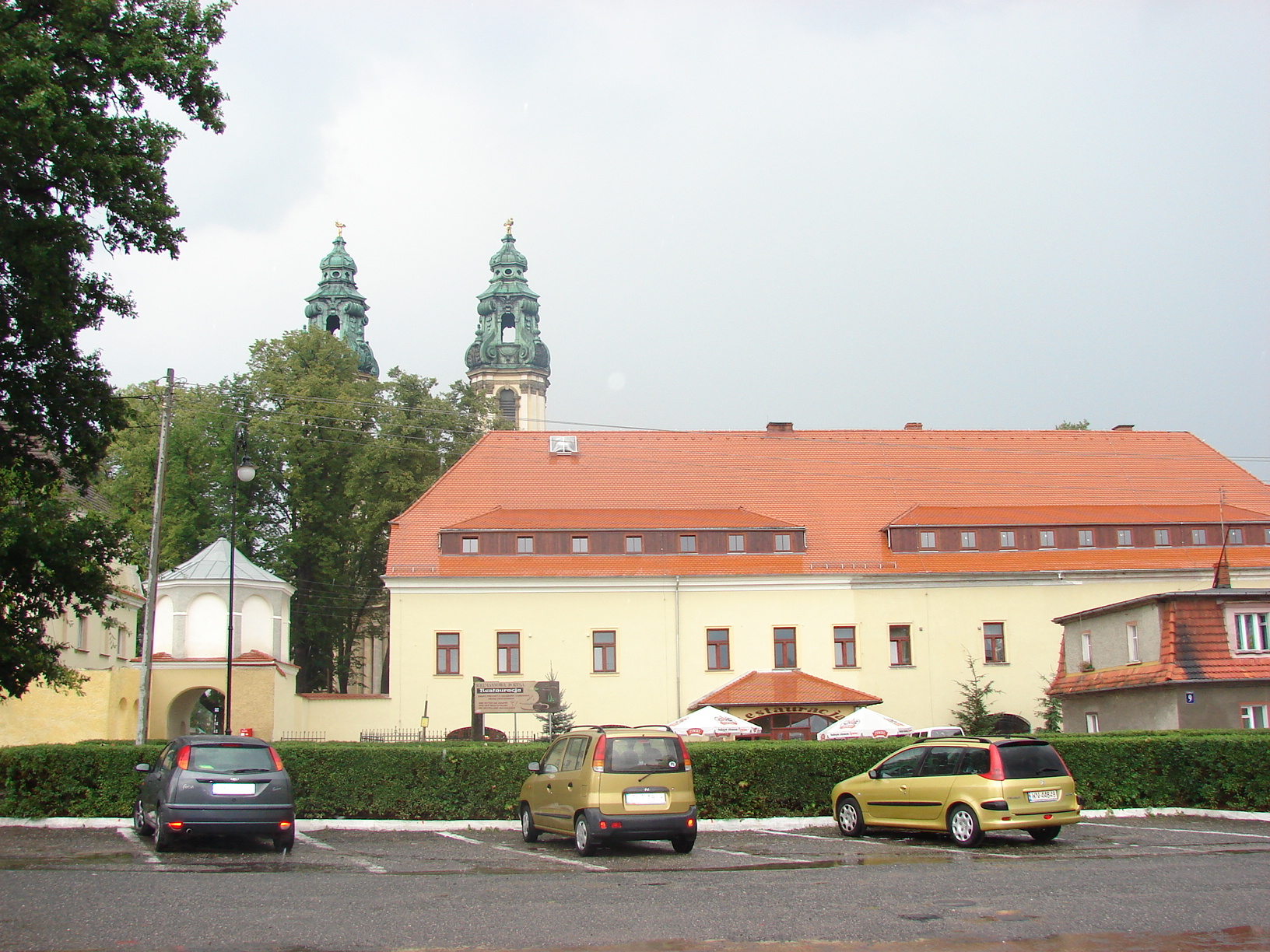
Vor dem Kloster Grüssau

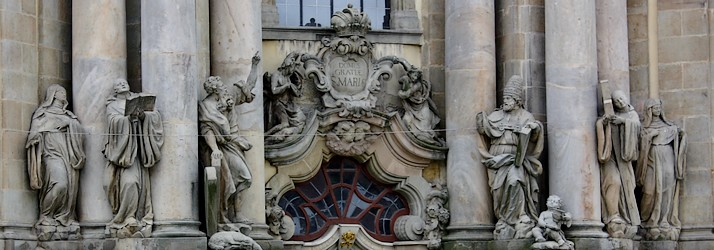
Skulpturen an der Fassade der Klosterkirche Grüssau

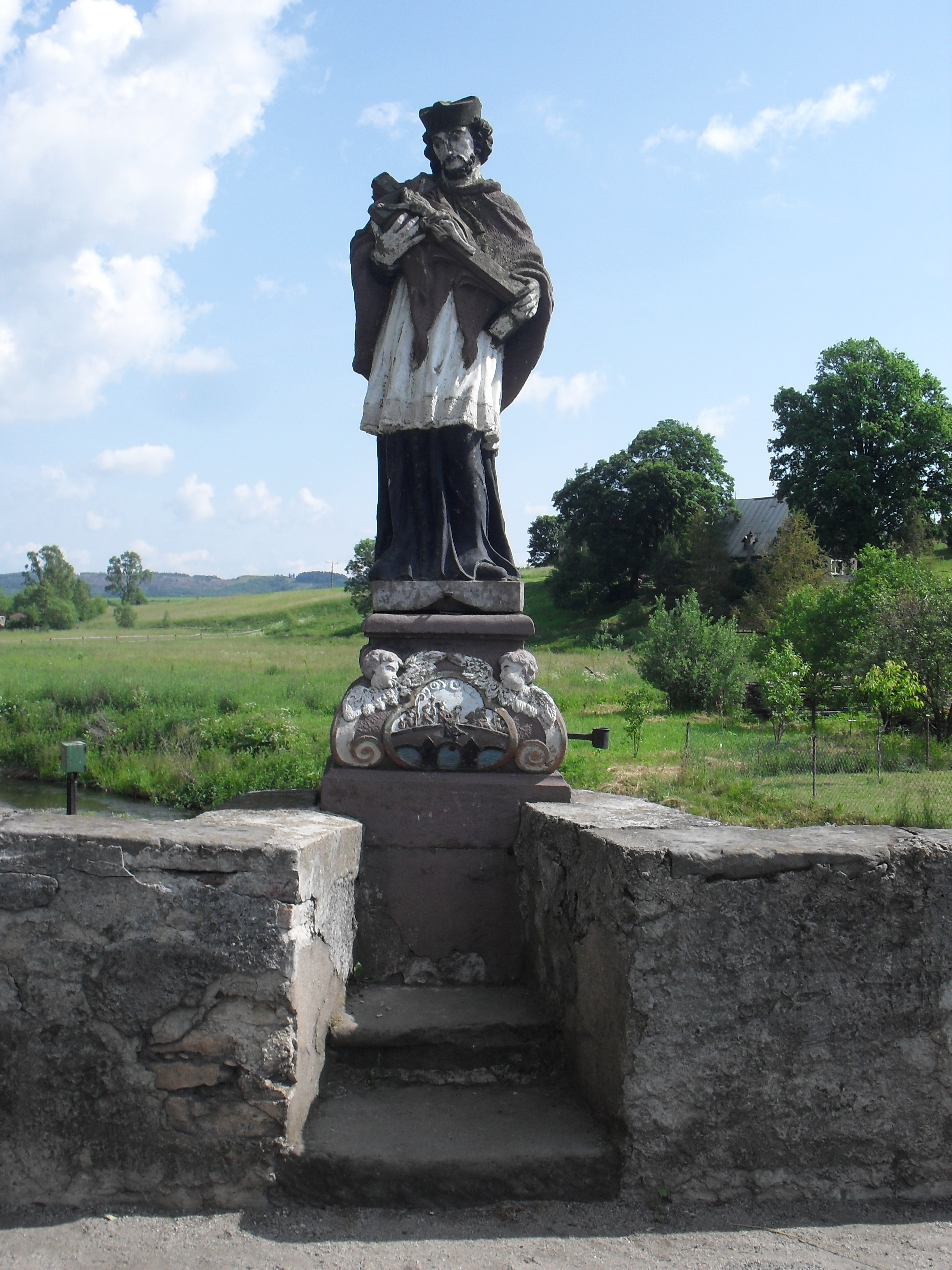
Statue des böhmischen hl. Johannes Nepomuk

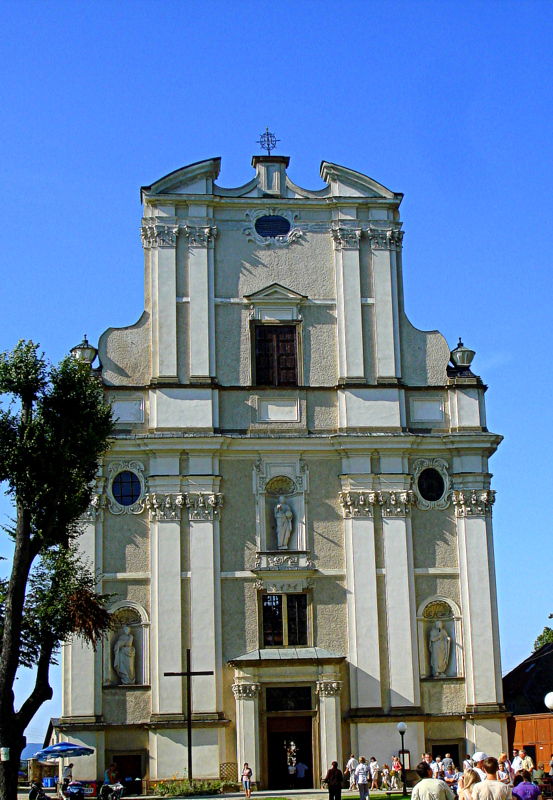
Kirche St. Joseph

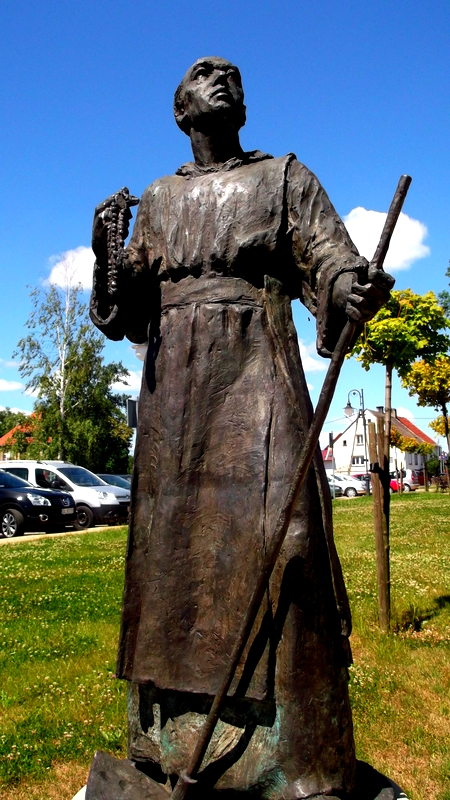
Zisterzienser-Denkmal

Grüssau, dessen Gebiet bis 1289 zu Böhmen gehörte, wurde erstmals am 8. Mai 1242 als „Grissobor“ in der Stiftungsurkunde der Benediktinerpropstei Grüssau erwähnt. Die Stiftung erfolgte durch Herzogin Anna von Böhmen, Witwe des Herzogs Heinrich II. des Frommen. Die Propstei wurde mit Benediktinermönchen aus dem böhmischen Kloster Opatowitz besiedelt, von dem 1289 Herzog Bolko I. 1289 das Grüssauer Gebiet erwarb. Mit Grissobor war vermutlich zunächst der Grenzwald gemeint, dessen Name zuerst für Neuen benutzt wurde und der erst 1292 auf das neu gegründete Zisterzienserkloster (mit Klosterbibliothek) und auf die um das Kloster entstandene Siedlung überging. Nachfolgend wurde das spätere Neuen  als „antiqua Gryssow“ (Alt Grüssau) bezeichnet.
Grüssau war Hauptsitz des gleichnamigen Stiftslandes, zu dem im 14. Jahrhundert fast 40 Dörfer und die beiden Klosterstädte Liebau und Schömberg gehörten. Nach dem Tod des Herzogs Bolko II. gelangte das Stiftsland zusammen mit dem Herzogtum Schweidnitz 1368 erbrechtlich an die Krone Böhmen, wobei Bolkos Witwe Agnes von Habsburg bis zu ihrem Tod 1392 ein Nießbrauch zustand. 1426 wurde Grüssau von hussitischen Truppen gebrandschatzt und 70 Mönche getötet. Im Dreißigjährigen Krieg wurde es 1633 abgebrannt.
Als Folge des Ersten Schlesischen Kriegs fiel Grüssau zusammen mit Schlesien 1742 an Preußen. 1810 wurde das Klostergut säkularisiert. Nach der Neugliederung Preußens gelangte Grüssau 1815 an die Provinz Schlesien und gehörte ab 1816 zum Landkreis Landeshut. Seit 1874 war Grüssau Sitz des gleichnamigen Amtsbezirks. 1885 zählte es 1969 meist katholische Einwohner. 1899 erhielt Grüssau Anschluss an der Bahnstrecke Landeshut–Albendorf der Ziederthal-Eisenbahn-Gesellschaft.
Während des Zweiten Weltkriegs erlebte Grüssau durch die mit der Beschlagnahme der Klostergebäude verbundenen Geschehnisse eine wechselvolle Geschichte. 1945 wurde der Ort im Rahmen der Weichsel-Oder-Operation von der Roten Armee eingenommen. Nach den Vereinbarungen des Potsdamer Abkommens fiel Grüssau 1945 wie fast ganz Schlesien an Polen und wurde zunächst in Gryszów, danach in Krzeszobórz und 1947 schließlich in Krzeszów umbenannt. Die deutsche Bevölkerung wurde, soweit sie nicht schon vorher geflohen war, vertrieben. Die neu angesiedelten Bewohner waren teilweise Zwangsumgesiedelte aus Ostpolen, das an die Sowjetunion gefallen war. Das Kloster Grüssau wurde 1947 von polnischen Benediktinerinnen aus Lemberg besiedelt. 1975 bis 1998 gehörte Krzeszów zur Woiwodschaft Jelenia Góra.